# Выпуклый многосторонник

Отрезок как выпуклый четырёхсторонник

Вы́пуклый многосторо́нник — фигура на плоскости, которую можно представить как пересечение конечного числа замкнутых полуплоскостей.
Простейший выпуклый многосторонник — это односторонник, то есть замкнутая полуплоскость.
Треугольник — простейший ограниченный выпуклый многосторонник; при {\displaystyle n\geqslant 3} выпуклые трёхсторонники, четырёхсторонники и так далее бывают ограниченные и неограниченные. Отрезок — пример выпуклого ограниченного четырёхсторонника.
Выпуклый многоугольник — то же самое, что и ограниченный выпуклый многосторонник.
Выпуклый многогранник — обобщение на трёхмерное пространство выпуклого многосторонника.

## Выпуклый n-сторонник
Рассмотрим выпуклый многосторонник {\displaystyle M}, который образован пересечением следующего множества {\displaystyle n} замкнутых полуплоскостей:
{\displaystyle S=\{H_{1},\,H_{2},\,\dots ,\,H_{n}\}}.
Лишняя полуплоскость — полуплоскость из множества замкнутых полуплоскостей {\displaystyle S}, образовывающих выпуклый многосторонник {\displaystyle M}, которая содержит пересечение всех остальных плоскостей из {\displaystyle S}.
Лишнюю полуплоскость можно удалить из множества замкнутых полуплоскостей {\displaystyle S}, определяющих многосторонник {\displaystyle M}, при этом {\displaystyle M} не изменится и будет определён меньшим числом полуплоскостей.
Выпуклый {\displaystyle n}-сторонник — выпуклый многосторонник, образованный пересечением {\displaystyle n} замкнутых полуплоскостей, среди которых нет лишних.
Простейший выпуклый многосторонник — это односторонник, то есть просто замкнутая полуплоскость.
Выпуклые двусторонники — это углы, меньшие {\displaystyle 180^{\circ }}, и полосы, а также прямые, которые представляются как пересечение двух замкнутых полуплоскостей. Выпуклые односторонники и двусторонники всегда не ограничены.

Выпуклые двусторонники
Угол меньше {\displaystyle 180^{\circ }}
Полоса
Прямая

Треугольник — простейший ограниченный выпуклый многосторонник; при {\displaystyle n\geqslant 3} выпуклые трёхсторонники, четырёхсторонники и так далее бывают ограниченные и неограниченные. Отрезок — пример выпуклого ограниченного четырёхсторонника.

Выпуклые трёхсторонники
Луч
Точка
Угол без треугольника
Полуполоса
Треугольник

Выпуклые четырёхсторонники
Точка
Отрезок
Ограниченный четырёхсторонник
Неограниченный четырёхсторонник

Произвольная выпуклая фигура, расположенная на прямой (точка, отрезок, луч или вся прямая), есть выпуклый многосторонник.
Нульмерный выпуклый многосторонник — это точка. Одномерные выпуклые многосторонники — отрезок, луч и прямая. Двумерные выпуклые многосторонники — все остальные выпуклые многосторонники.

Одномерные выпуклые многосторонники
Отрезок как выпуклый четырёхсторонник
Луч как выпуклый трёхсторонник
Прямая как выпуклый двусторонник

## Опорные прямые выпуклого многосторонника

Лишняя полуплоскость

Рассмотрим некоторый выпуклый {\displaystyle n}-сторонник {\displaystyle M} и {\displaystyle n} полуплоскостей {\displaystyle H_{1},\,H_{2},\,\dots ,\,H_{k}}, пересечение которых определяет {\displaystyle M}. Обозначим через {\displaystyle l_{1},\,l_{2},\,\dots ,\,l_{k}} граничные прямые соответственно полуплоскостей {\displaystyle H_{1},\,H_{2},\,\dots ,\,H_{k}}. 
Предложение 1. Каждая из описанных прямых {\displaystyle l_{1},\,l_{2},\,\dots ,\,l_{k}} представляет собой опорную прямую данной фигуры {\displaystyle M}.
Доказательство. Поскольку, по условию, фигура {\displaystyle M} полностью принадлежит полуплоскости {\displaystyle H_{i}}, {\displaystyle i=1,\,2,\,\dots ,\,k}, то она находится по по дну сторону от прямой {\displaystyle l_{i}}. Предположим, что прямая {\displaystyle l_{i}} совсем не имеет общих точек с фигурой {\displaystyle M}, получим, что полуплоскость {\displaystyle H_{i}} лишняя, что противоречит тому условию, что {\displaystyle M} — выпуклый {\displaystyle n}-сторонник и среди плоскостей {\displaystyle H_{1},\,H_{2},\,\dots ,\,H_{k}} нет лишних. □

## Двумерный выпуклый многосторонник

Лишняя полуплоскость

Рассмотрим свойства двумерного выпуклого многосторонника {\displaystyle M}.
Предложение 1. Каждая прямая {\displaystyle l_{i}} из опорных прямых {\displaystyle l_{1},\,l_{2},\,\dots ,\,l_{k}} пересекается с границей двумерного выпуклого многосторонника {\displaystyle M} либо по отрезку, либо по лучу, либо целиком лежит на границе {\displaystyle M}.
Доказательство. Поскольку, по условию, фигура {\displaystyle M} полностью принадлежит полуплоскости {\displaystyle H_{i}}, {\displaystyle i=1,\,2,\,\dots ,\,k}, то она находится по по дну сторону от прямой {\displaystyle l_{i}}. Предположим, что прямая {\displaystyle l_{i}} имеет только одну общую граничную точку с границей фигуры {\displaystyle M}, получим, что полуплоскость {\displaystyle H_{i}} лишняя, что противоречит тому условию, что {\displaystyle M} — выпуклый {\displaystyle n}-сторонник и среди плоскостей {\displaystyle H_{1},\,H_{2},\,\dots ,\,H_{k}} нет лишних. □

Множества пересечений опорной прямой и границы фигуры
Отрезок
Луч
Прямая

Сторона выпуклого многосторонника — часть опорной прямой выпуклого многосторонника, принадлежащей его границе.
У выпуклого {\displaystyle n}-сторонника {\displaystyle n} сторон.
Вершина выпуклого многосторонника — конец стороны выпуклого многосторонника.
Альтернативное определение: сторона выпуклого многосторонника — вся опорная прямая выпуклого многосторонника.
Рассмотрим двумерный выпуклый {\displaystyle n}-сторонник {\displaystyle M} при {\displaystyle n\geqslant 2}. Граница такого многосторонника {\displaystyle M} есть {\displaystyle n}-звенная ломаная. Если многосторонник {\displaystyle M} ограничен, то эта ломаная замкнута, если не ограничен, то эта ломаная включает два луча. В первом случае у многосторонника {\displaystyle M} {\displaystyle n} вершин, во втором — {\displaystyle n-1}.

### Комментарии
1. 1 2 3 4  Имеется перевод на английский язык.